# Morti nel 1619
| Questa pagina contiene informazioni ricavate automaticamente dalle voci biografiche con l'ausilio del template Bio e di un bot. L'aggiornamento è periodico e automatico e ricostruisce completamente la pagina. Se manca una persona in questa lista, sei pregato di non aggiungerla, ma accertati piuttosto che la sua voce biografica contenga il template Bio e che i dati anagrafici siano correttamente compilati. Se il template Bio manca, inseriscilo tu stesso o, in alternativa, metti l'avviso {{tmp\|Bio}} che ne segnala la mancanza. Se i dati riportati sono sbagliati, correggi direttamente la voce biografica; le modifiche saranno visibili in questa lista entro pochi giorni. Per chiarimenti vedi il progetto biografie. La lista contiene solo le 80 persone che sono citate nell'enciclopedia e per le quali è stato implementato correttamente il template Bio. Pagina aggiornata al 10 ago 2025. |

## Gennaio(2)
- 11 gennaio - Diana di Francia, nobildonna francese (n. 1538)
- 20 gennaio - Eleonora di Borbone-Condé, principessa francese (n. 1587)

## Febbraio(5)
- 3 febbraio - Teodoro Balbi, politico e militare italiano (n. 1542)
- 4 febbraio - Annibale Guasco, poeta italiano (n. 1540)
- 9 febbraio - Giulio Cesare Vanini, filosofo, medico e naturalista italiano (n. 1585)
- 12 febbraio - Pierre de Larivey, scrittore, drammaturgo e traduttore francese (n. 1541)
- 22 febbraio - Giuseppe Dattaro, architetto italiano

## Marzo(5)
- 2 marzo - Anna di Danimarca, sovrana (n. 1574)
- 8 marzo - Veit Bach, musicista tedesco
- 13 marzo - Richard Burbage, attore teatrale britannico (n. 1568)
- 18 marzo - Chō Tsuratatsu, militare giapponese (n. 1546)
- 24 marzo - Robert Rich, I conte di Warwick, conte britannico (n. 1559)

## Aprile(3)
- 7 aprile - Mario I Farnese, condottiero italiano
- 8 aprile - Jagat Gosain, principessa indiana (n. 1573)
- 27 aprile - Paolo Emilio Gonzaga, militare italiano

## Maggio(4)
- 13 maggio - Johan van Oldenbarnevelt, politico olandese (n. 1547)
- 20 maggio - Mattia d'Asburgo, re (n. 1557)
- 21 maggio - Girolamo Fabrici d'Acquapendente, anatomista, chirurgo e fisiologo italiano (n. 1533)
- 25 maggio - Giovanni Gualtieri, vescovo cattolico italiano (n. 1560)

## Giugno(5)
- 11 giugno - Giovan Battista Trotti, pittore italiano (n. 1555)
- 12 giugno - Giovanni III Ventimiglia, nobile, politico e militare italiano (n. 1559)
- 14 giugno - Metello Bichi, cardinale e arcivescovo cattolico italiano (n. 1541)
- 26 giugno - Giovanni Domenico Caresana, pittore e stuccatore svizzero (n. 1568)
- 28 giugno - Carlo Lambardi, architetto italiano (n. 1545)

## Luglio(4)
- 2 luglio - Francesco II di Sassonia-Lauenburg, duca (n. 1547)
- 6 luglio - Isabella della Rovere, principessa italiana (n. 1552)
- 22 luglio - Lorenzo da Brindisi, presbitero, teologo e santo italiano (n. 1559)
- 24 luglio - Nabeshima Naoshige, militare giapponese (n. 1537)

## Agosto(7)
- 3 agosto - Johann Leuw, condottiero, politico e agricoltore svizzero
- 3 agosto - Dorothy Percy, contessa di Northumberland, nobildonna inglese (n. 1564)
- 15 agosto - Martino Mira, vescovo cattolico italiano (n. 1562)
- 19 agosto - Thomas Dale, navigatore inglese
- 25 agosto - Bernardino Pallantieri, vescovo cattolico italiano (n. 1533)
- 29 agosto - Ferdinando Taverna, cardinale e vescovo cattolico italiano (n. 1558)
- 30 agosto - Shimazu Yoshihiro, militare giapponese (n. 1535)

## Settembre(8)
- 6 settembre - Marcello Macedonio, poeta e religioso italiano (n. 1582)
- 7 settembre - Melchiorre Grodecký, presbitero ceco
- 7 settembre - Marco Križevčanin, presbitero croato
- 8 settembre - Stefano Pongrácz, presbitero ungherese
- 15 settembre - Claudio Rangoni, vescovo cattolico italiano (n. 1562)
- 20 settembre - Giovanni Spilla, arcivescovo cattolico spagnolo
- 25 settembre - Francisco Soto de Langa, cantore, compositore e presbitero spagnolo (n. 1534)
- 29 settembre - Francesco Manin, vescovo cattolico e conte italiano (n. 1541)

## Ottobre(4)
- 5 ottobre - Konrad Schlüsselburg, teologo tedesco (n. 1543)
- 8 ottobre - Francesco Vendramin, cardinale e patriarca cattolico italiano (n. 1555)
- 9 ottobre - Marcus Sittikus von Hohenems, arcivescovo cattolico austriaco (n. 1574)
- 14 ottobre - Samuel Daniel, poeta inglese (n. 1562)

## Novembre(5)
- 13 novembre - Ludovico Carracci, pittore italiano (n. 1555)
- 18 novembre - Leonardo Kimura, gesuita giapponese (n. 1575)
- 21 novembre - Hieronymus Wierix, incisore e disegnatore fiammingo (n. 1553)
- 28 novembre - Francesco Bonciani, letterato e arcivescovo cattolico italiano (n. 1552)
- 29 novembre - Ippolito I Bentivoglio, nobile

## Dicembre(5)
- 15 dicembre - Thomas Butler, visconte di Thurles, nobile irlandese (n. 1596)
- 23 dicembre - Giovanni Sigismondo di Brandeburgo, nobile prussiano (n. 1572)
- 23 dicembre - Öküz Kara Mehmed Pascià, politico e militare ottomano (n. 1557)
- 30 dicembre - Girolamo Frachetta, politico e letterato italiano (n. 1558)
- 31 dicembre - Onorio Longhi, architetto e poeta italiano (n. 1568)

## Senza giorno specificato(23)
- Giovanni Battista Birelli, scrittore e alchimista italiano
- Antonio Coloma y Saa, militare spagnolo (n. 1555)
- Alessandro Gambalunga, italiano
- Abel Grimmer, pittore fiammingo (n. 1570)
- Nicholas Hilliard, pittore e orafo inglese
- Hans Lippershey, ottico tedesco (n. 1570)
- Fabio Maranta, vescovo cattolico italiano
- Marco V di Alessandria, vescovo cristiano orientale egiziano
- Natale Masuccio, architetto e gesuita italiano
- Luca Matranga, scrittore e presbitero italiano (n. 1567)
- Muzio Mattei, nobile e politico italiano (n. 1544)
- Robert Peake il Vecchio, pittore inglese
- Agostinho Pimenta, poeta portoghese (n. 1540)
- Ludovico Porcelletto, scrittore italiano (n. 1550)
- François Quesnel, pittore e disegnatore francese (n. 1573)
- Manuel Rodríguez, teologo portoghese (n. 1551)
- Olivier de Serres, agronomo e botanico francese (n. 1539)
- Cristoforo Stati, scultore italiano (n. 1556)
- Fernando Talaverano Gallegos, avvocato e funzionario spagnolo (n. 1563)
- Giulio Thiene, nobile (n. 1551)
- Francis Tregian il Giovane, scrittore e musicista inglese (n. 1574)
- Giacomo Vincenti, editore musicale italiano
- Caterina Vitale, farmacista e chimica maltese (n. 1566)